# Margarinotus integer
Margarinotus integer är en skalbaggsart som först beskrevs av Brisout de Barneville 1866.  Margarinotus integer ingår i släktet Margarinotus och familjen stumpbaggar. Inga underarter finns listade i Catalogue of Life.